# Mittelbiberach

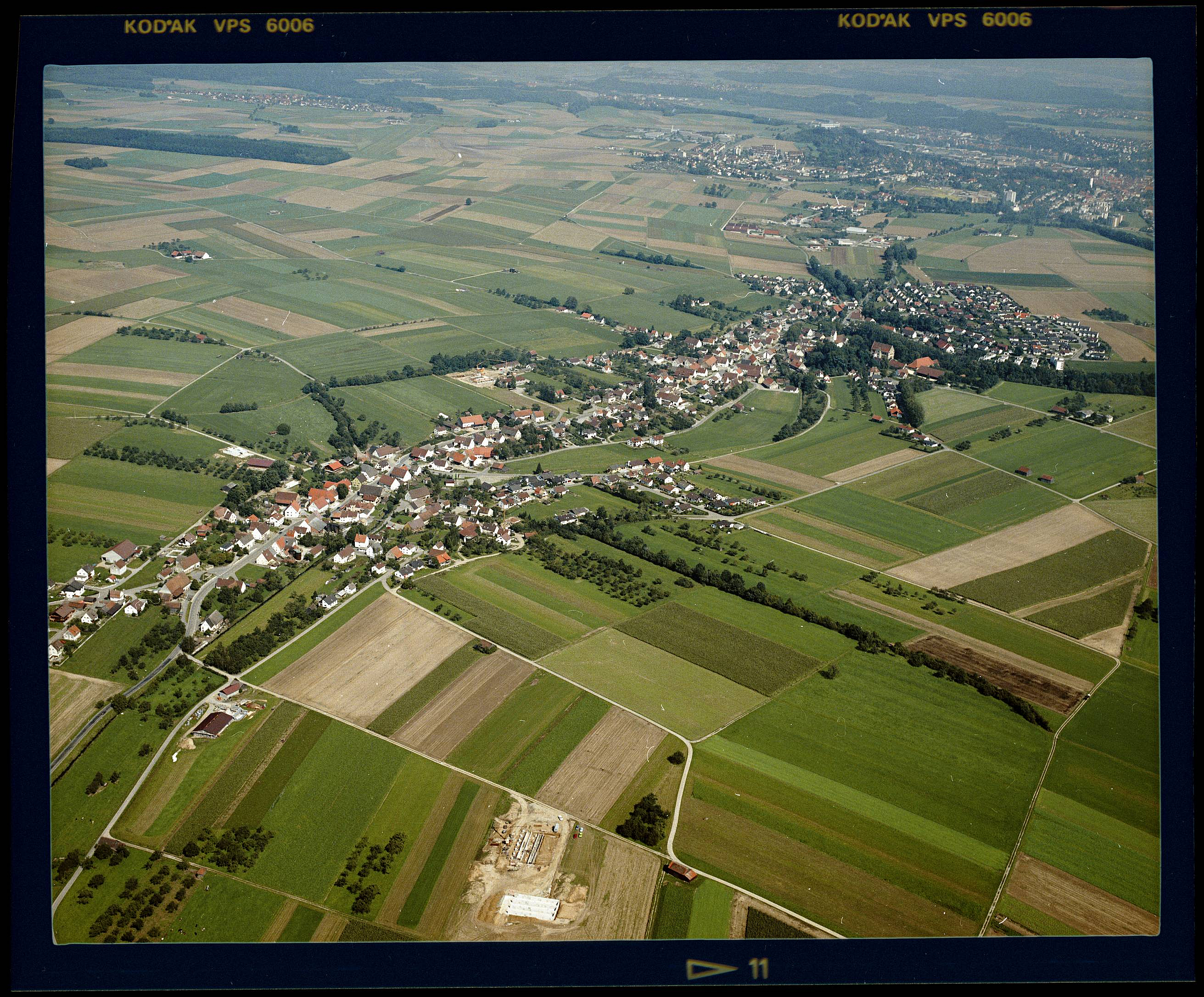
Luftbild von Mittelbiberach (1983)

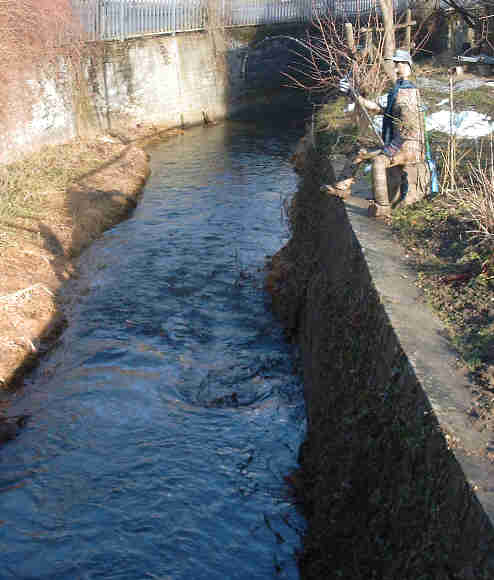
Angler am Rotbach

Mittelbiberach ist eine Gemeinde in Oberschwaben im Landkreis Biberach (Baden-Württemberg, Deutschland).

## Geographie

### Geographische Lage
Mittelbiberach liegt drei Kilometer westlich der Großen Kreisstadt Biberach an der Riß. Durch die Ortschaft fließt der vom Schienenwald kommende Rotbach, der früher Biberbach hieß, weil in ihm Biber lebten.

### Gemeindegliederung
Die Gemeinde Mittelbiberach besteht aus dem gleichnamigen Kernort und aus den Gemeindeteilen Oberdorf (1934 eingemeindet) und Reute (1973); dazu gehört auch der Weiler Zweifelsberg.
siehe auch Burg Zweifelsberg

### Nachbargemeinden
Im Westen, Norden und Osten grenzt Mittelbiberach an die Stadt Biberach an der Riß, im Süden an die Gemeinde Ingoldingen.

## Namensursprung
Der Name Mittelbiberach geht auf mitten am Biberbach zurück und hat deshalb seinen Namen wie Biberach an der Riß dem Biberbach (heutzutage: Rotbach) zu verdanken.

## Geschichte

### Überblick
Mittelbiberach wurde erstmals 1275 urkundlich erwähnt. Ab etwa 1350 gehörte der Ort den Herren von Stein. Über die Herren von Andelfingen kam Mittelbiberach 1440 durch Verkauf an Jakob Schad, dessen Nachfahren sich Schad von Mittelbiberach zu Warthausen nannten. Nach dem Tod von Bernhard Schad, des Herrn auf Mittelbiberach, Warthausen und Ober-Sulmetingen im Jahr 1600, wurden seine beiden Töchter Dorothea und Euphrosine mit Mittelbiberach 1603 belehnt. Dorothea heiratete den Freiherren Hans Heinrich von Neuhausen (Neuhausen auf den Fildern). Nach dem Tod von Hans Heinrich von Neuhausen, 1620, und seiner Witwe Dorothea, 1648, ging Mittelbiberach durch die jüngere Tochter, Euphrosine, mit Ober-Sulmetingen an ihren Ehemann Hans Ludwig von Ulm auf Schloss Erbach über, der später Reichsvizekanzler wurde. Ihre Nachfahren aus der Familie von Ulm besaßen die Gemeinde bis zur Mediatisierung, durch die Mittelbiberach 1806 an das Königreich Württemberg gelangte und dem Oberamt Biberach zugeordnet wurde. Von der Familie Ulm gelangte das Schloss an die Grafen von Brandenstein-Zeppelin, die es noch besitzen. Im Zuge der Kreisreform kam die Gemeinde 1938 zum Landkreis Biberach. 1945 wurde Mittelbiberach Teil der Französischen Besatzungszone und kam somit zum neu gegründeten Land Württemberg-Hohenzollern, welches 1952 im Land Baden-Württemberg aufging.
Am 1. Januar 1974 wurde die bis dahin selbstständige Gemeinde Reute nach Mittelbiberach eingemeindet.

### Religionen
Mittelbiberach ist römisch-katholisch geprägt. Auf dem Gemeindegebiet gibt es zwei katholische Pfarreien, St. Cornelius und Cyprian in Mittelbiberach und St. Nikolaus in Reute.
Für die wenigen evangelischen Christen ist die Kirchengemeinde in Biberach zuständig.

### Einwohnerentwicklung
| Jahr | Einwohnerzahl |
| ---- | ------------- |
| 1900 | etwa 1000     |
| 1961 | 1866          |
| 1970 | 1992          |
| 1991 | 3083          |
| 1995 | 3396          |
| 2005 | 3856          |
| 2010 | 4030          |
| 2015 | 4330          |

## Politik

### Gemeinderat
In Mittelbiberach wird der Gemeinderat nach dem Verfahren der unechten Teilortswahl gewählt. Dabei kann sich die Zahl der Gemeinderäte durch Überhangmandate verändern. Der Gemeinderat besteht aus den 15 gewählten ehrenamtlichen Gemeinderäten und dem Bürgermeister als Vorsitzendem. Der Bürgermeister ist im Gemeinderat stimmberechtigt. Die Kommunalwahl am 9. Juni 2024 führte zu folgendem Ergebnis. Die Wahlbeteiligung betrug 56,53 %.
| Partei/Gruppierung       | Stimmen  | Sitze |
| ------------------------ | -------- | ----- |
| Freie Wählergemeinschaft | 52,891 % | 8     |
| Attraktive Gemeinde      | 47,19 %  | 7     |

### Wappen
| Wappen der Gemeinde Mittelbiberach | Blasonierung: „Unter goldenem (gelbem) Schildhaupt, darin eine schwarze Hirschstange, in Grün ein silberner (weißer) Balken, belegt mit einem golden (gelb) gekrönten schwarzen Biber.“ |
| Wappen der Gemeinde Mittelbiberach | Wappenbegründung: Im Jahre 1931 nahm die Gemeinde das Wappen an, dessen goldenes Schildhaupt mit der schwarzen württembergischen Hirschstange auf die damalige staatliche Zugehörigkeit zu Württemberg (seit 1805) hinweisen soll. Der silberne Balken mit dem Biber inmitten des grünen Feldes bezieht sich auf den Namen der landwirtschaftlich strukturierten Gemeinde. |

## Wirtschaft und Infrastruktur

### Ansässige Unternehmen
- EMB GmbH, Hersteller von elektrischen Antrieben

### Bildungseinrichtungen
Mittelbiberach stellte den Betrieb seiner Haupt- und Werkrealschule wegen zu geringer Schülerzahlen im Schuljahr 2018/2019 ein. Seit dem Schuljahr 2019/2020 läuft sie als reine Grundschule weiter. Sie wird von ca. 130 Schülern besucht. Außerdem gibt es drei Kindergärten, einen davon im Ortsteil Reute.

## Sehenswürdigkeiten

### Museen
Das Profil Auto- und Technikmuseum (2001 eröffnet, seit 2. Januar 2005 geschlossen) zeigte historische Dampf- und Dieselmaschinen sowie etwa 20 Automobile, vom dreirädrigen Benz Patent-Motorwagen bis hin zur Chevrolet Corvette und einem 10 Meter hohen Dieselgenerator. Neben einer Bulldog-Ausstellung wurden im Obergeschoss Flugzeugmodelle sowie eine originale Mig-15, Baujahr 1947, gezeigt.

### Bauwerke
- Ulrika-Nisch-Haus
- Pfarrkirche St. Nikolaus in Reute
- Pfarrhaus
- Altes Spritzenhaus in Reute
- Mühle in Unterreute

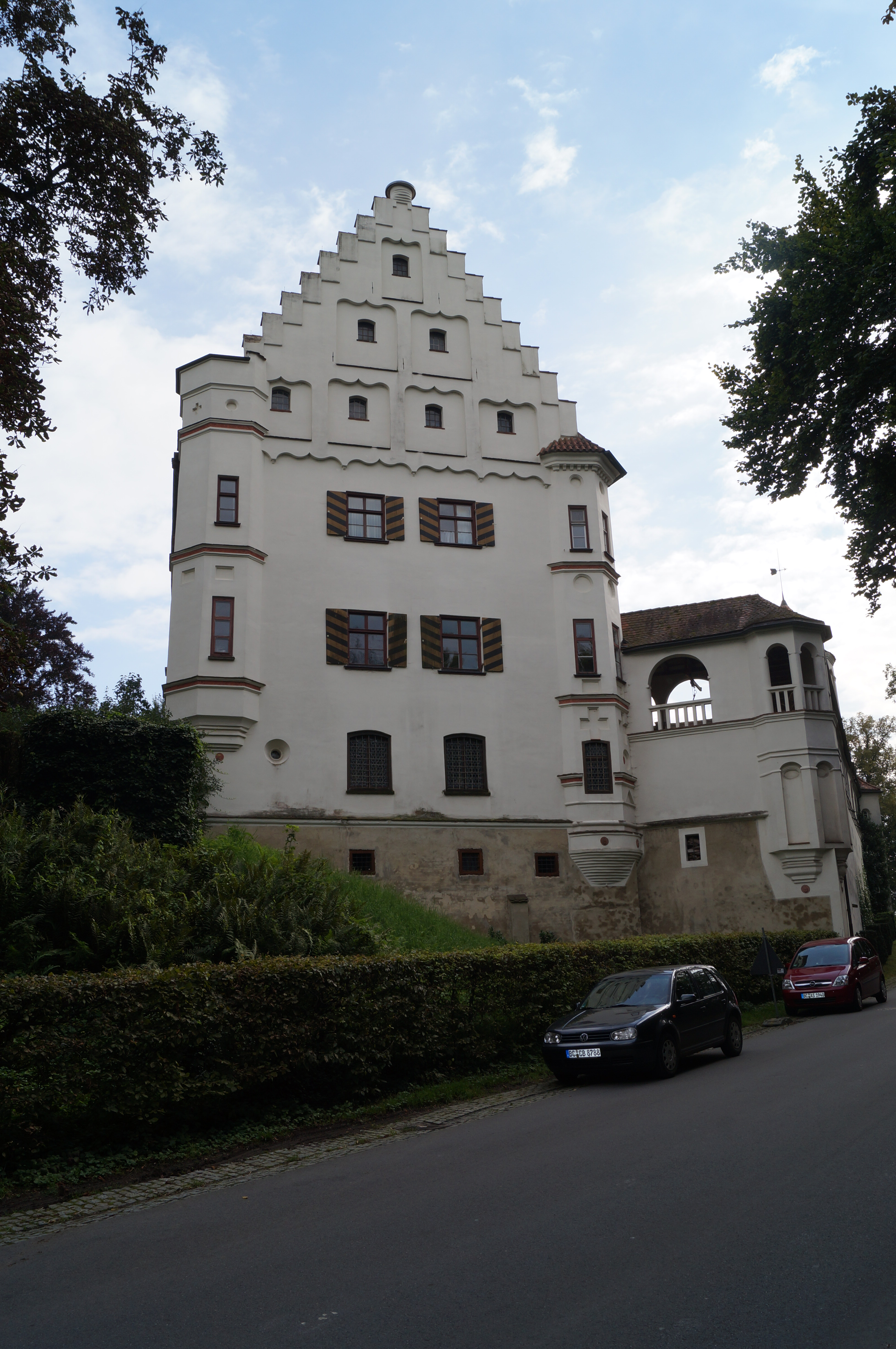
Schloss Mittelbiberach

- Schloss Mittelbiberach des Grafen von Brandenstein-Zeppelin
- Kirche St. Cornelius und Cyprian
- Pestfriedhof

### Besondere Vereine

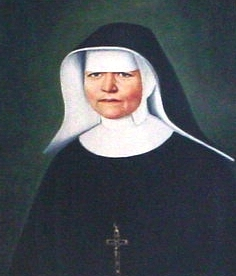
Selige Schwester Ulrika von Hegne (Ulrika Nisch)

- Historische Bürgerwehr Mittelbiberach 1599 e. V.
- Fanfarenzug Graf von Brandenstein e. V.
- Narrenzunft Mittelbiberach e. V.
- Mittelbiberacher Theater e. V.

## Söhne und Töchter der Gemeinde
- 1522, Lazarus von Schwendi, † 28. Mai 1583 in Kirchhofen, Kaiserlicher Feldobrist
- 1882, Schwester Ulrika von Hegne, † 8. Mai 1913 in Hegne, seliggesprochen von Johannes Paul II. am 1. November 1987 in Rom. Seit 1991 ruhen ihre sterblichen Überreste in der Krypta der Klosterkirche in Hegne.
- 1898, Karl Kehrle Bruder Adam Kehrle, † 1. September 1996 in Buckfast Abbey (England), Benediktinermönch, weltberühmter Bienenzüchter (Entwickler der Buckfastbiene), Träger des Bundesverdienstkreuzes und des Order of the British Empire, Ehrendoktor der Schwedischen Universität für Landwirtschaft und Ehrendoktor der Universität Exeter.

## Literatur

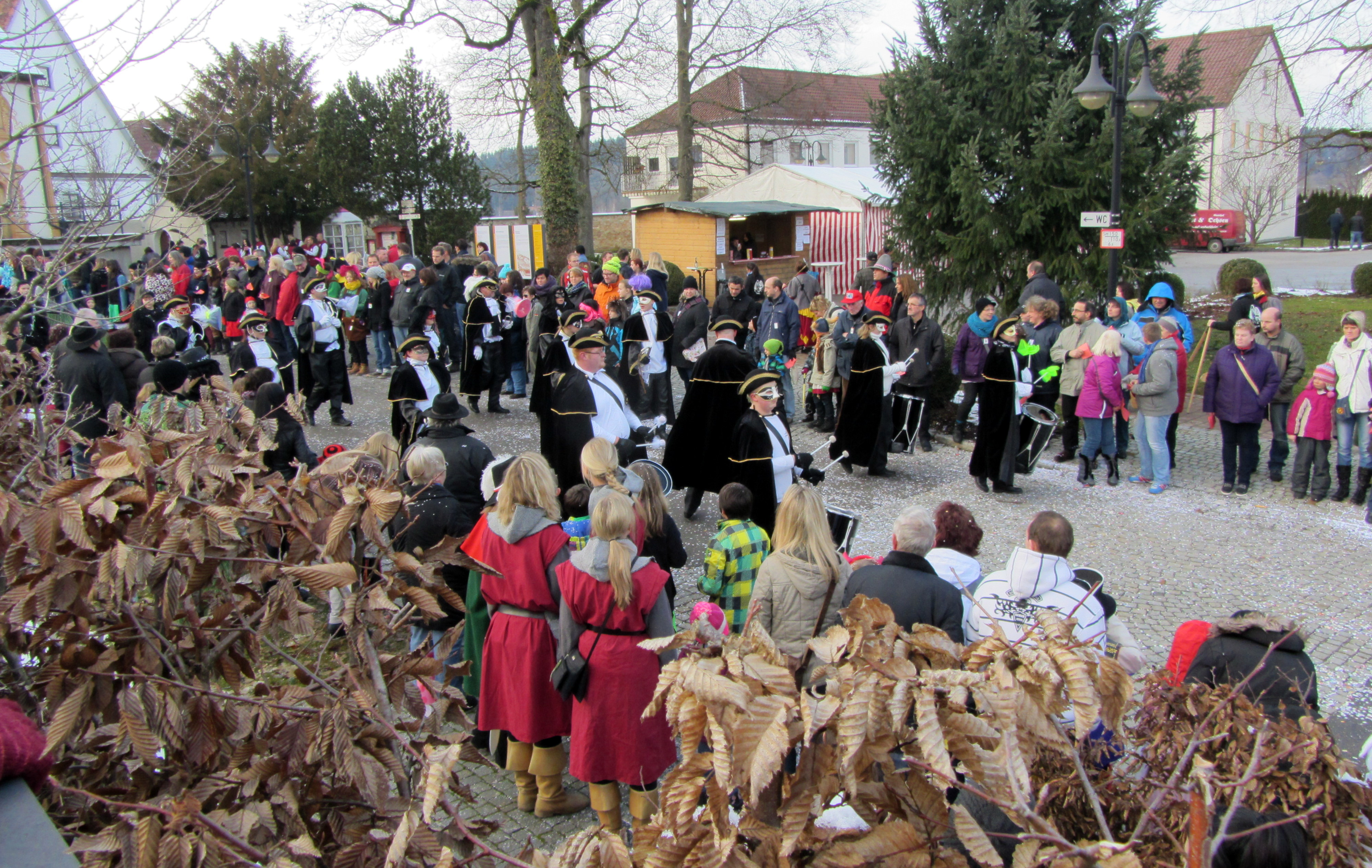
Fanfarenzug Graf von Brandenstein beim Narrensprung Rot an der Rot (2013)